# Plan de vuelo

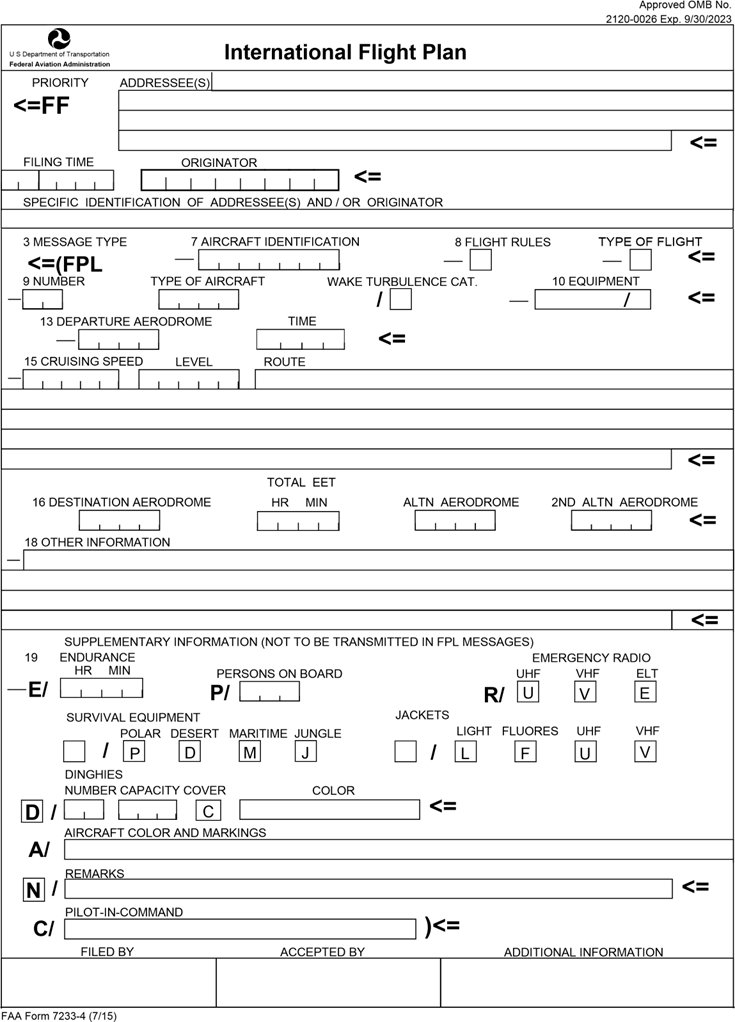
Plan de vuelo internacional

Se define Plan de Vuelo FPL (Filed Flight Plan) como la información que, respecto a un vuelo proyectado o parte del mismo, se somete a las dependencias ATS para su conocimiento.

## Presentación

### Normativa internacional
OACI, mediante el Anexo 2 al Convenio, establece que se presentará un plan de vuelo antes de realizar:
- cualquier vuelo o parte del mismo al que tenga que prestarse servicio de control de tránsito aéreo;
- cualquier vuelo IFR dentro del espacio aéreo con servicio de asesoramiento;
- cualquier vuelo dentro de áreas designadas o a lo largo de rutas designadas, cuando así lo requiera la autoridad ATS competente para facilitar el suministro de servicios de información de vuelo, de alerta y de búsqueda y salvamento;
- cualquier vuelo dentro de áreas designadas o a lo largo de rutas designadas, cuando así lo requiera la autoridad ATS competente para facilitar la coordinación con las dependencias militares o con las dependencias de los servicios de tránsito aéreo competentes en Estados adyacentes, a fin de evitar la posible necesidad de interceptación para fines de identificación;
- todo vuelo a través de fronteras internacionales.[3]

### Normativa Nacional Española
En el AIP de España, publicado en la web de AENA, bajo el título de En Ruta, dentro del apartado 1 Reglas y Procedimientos Generales y a su vez en el capítulo 10 Planes de Vuelo (ENR 1.10), se establece que se presentará un plan de vuelo antes de la realización de:
1) Cualquier vuelo o parte del mismo al que tenga que prestarse servicio de control de tránsito aéreo;
2) Cualquier vuelo IFR dentro del espacio aéreo con servicio de asesoramiento;
3) Cualquier vuelo dentro de áreas, hacia áreas, o a lo largo de rutas designadas por la autoridad competente para facilitar el suministro de servicios de información de vuelo, de alerta y de búsqueda y salvamento;
4) Cualquier vuelo dentro de áreas, hacia áreas, o a lo largo de rutas designadas por la autoridad competente para facilitar la coordinación con las dependencias militares o con las dependencias de los servicios de tránsito aéreo competentes en Estados adyacentes, a fin de evitar la posible necesidad de interceptación para fines de identificación;
5) Cualquier vuelo a través de fronteras internacionales, a menos que los Estados interesados prescriban otra cosa;
6) Cualquier vuelo nocturno, si sale de las proximidades de un aeródromo.

## Contenido
El plan de vuelo contendrá información respecto a los conceptos siguientes que la autoridad ATS competente considere pertinentes 
- Identificación de aeronave
- Reglas de vuelo y tipo de vuelo
- Número y tipos de aeronaves y categoría de estela turbulenta
- Equipo
- Aeródromo de salida (véase la Nota 1)
- Hora prevista de fuera calzos (véase la Nota 2)
- Velocidades de crucero
- Niveles de crucero
- Ruta que ha de seguirse
- Aeródromo de destino y duración total prevista
- Aeródromos de alternativa
- Autonomía
- Número total de personas a bordo
- Equipo de emergencia y de supervivencia
- Otros datos.

Nota 1.— En los planes de vuelo presentados durante el vuelo, la información suministrada respecto a este concepto será una indicación del lugar de donde puede obtenerse, en caso necesario, la información suplementaria relativa al vuelo.
Nota 2.— En los planes de vuelo presentados durante el vuelo, la información que se ha de suministrar respecto a este concepto será la hora sobre el primer punto de la ruta a que se refiere el plan de vuelo.
Nota 3.— Se tiene el propósito de que el término “aeródromo”, en los planes de vuelo incluya también emplazamientos distintos a los definidos como aeródromos, pero que pueden ser utilizados por algunos tipos de aeronave, por ejemplo, helicópteros o globos.

## Códigos para cumplimentar un plan de vuelo

### Casilla 8: Reglas de vuelo y tipo de vuelo

#### Reglas de vuelo
| Código | Significado |
| ------ | --- |
| I      | Si se prevé que la totalidad del vuelo se realizará bajo Reglas de vuelo instrumental                                                                      |
| V      | Si se prevé que la totalidad del vuelo se realizará bajo Reglas de vuelo visual                                                                            |
| Y      | Si el vuelo será realizado inicialmente bajo Reglas de vuelo instrumental seguido de uno o más cambios subsiguientes en las reglas de vuelo (véase Nota 1) |
| Z      | Si el vuelo será realizado inicialmente bajo Reglas de vuelo visual seguido de uno o más cambios subsiguientes en las reglas de vuelo (véase Nota 1)       |

Nota 1.- Debe indicarse en la casilla 15 el punto o puntos en los que se ha previsto realizar el cambio de reglas de vuelo.

#### Tipo de vuelo
| Código | Significado                                                                            |
| ------ | -------------------------------------------------------------------------------------- |
| S      | Servicio aéreo regular (scheduled)                                                     |
| N      | Transporte aéreo no regular (non-scheduled)                                            |
| G      | Aviación general (general aviation)                                                    |
| M      | Militar (military)                                                                     |
| X      | Otra categoría distinta de las indicadas (por ejemplo, vuelos de escuela o de pruebas) |

Debe indicarse en la casilla 18 el estado de un vuelo después del indicados STS/ o cuando sea necesario para señalar otros motivos para manejo específico por los ATS, debe indicarse el motivo en la casilla 18 a continuación del indicador RMK/.

### Casilla 9: Número y tipo de aeronaves y categoría de estela turbulenta

#### Tipo de aeronaves
Códigos de cumplimentación en el Doc. 8643 de OACI, "Designadores de Tipos de Aeronave"

| Código | Significado |
| ------ | --- |
| ZZZZ   | en caso de que el designador no haya sido asignado o si se trata de vuelos en formación que comprendan más de un tipo (ver Nota 1) |

Nota 1.- Debe indicarse en la casilla 18 el número(s) y tipo(s) de aeronaves precedidos de TYP/.

#### Categoría de estela turbulenta
| Código | Significado                                                                                               |
| ------ | --- |
| S      | Superpesada (super). Inicialmente, para AirBus 380-800 y Antonov 225                                      |
| H      | Pesada (heavy). Aeronave de masa máxima de despegue certificada de 136000 kg o más                        |
| M      | Media (medium). Aeronave de masa máxima de despegue certificada de menos de 136000 kg pero más de 7000 kg |
| L      | Ligera (light). Aeronave de masa máxima de despegue certificada de 7000 kg o menos                        |

### Casilla 10: Equipo y capacidades
El formato de esta casilla es el siguiente:
- 10a / 10b

#### Casilla 10a: Equipo de radiocomunicaciones, equipo y capacidades para las ayudas a la navegación y la aproximación
| Código | Significado |
| ------ | --- |
| N      | sin equipo COM/NAV de ayudas para la aproximación para la ruta considerada o si el equipo no funciona                          |
| S      | con equipo normalizado COM/NAV de ayudas para la aproximación para la ruta considerada y si tal equipo funciona (véase Nota 1) |
| A      | Sistema de aterrizaje GBAS |
| B      | LPX (APV con SBAS) |
| C      | LORAN C |
| D      | DME |
| E1     | FMC WPR ACARS |
| E2     | D-FIS ACARS |
| E3     | PDC ACARS |
| F      | ADF |
| G      | GNSS (véase Nota 2) |
| H      | HF RTF |
| I      | Navegación inercial |
| J1     | CPDLC ATN VDL Modo 2 (véase Nota 3)                                                                                            |
| J2     | CPDLC FANS 1/A HFDL |
| J3     | CPDLC FANS 1/A VDL Modo A |
| J4     | CPDLC FANS 1/A VDL Modo 2 |
| J5     | CPDLC FANS 1/A SATCOM (INMARSAT)                                                                                               |
| J6     | CPDLC FAN 1/A SATCOM (MSAT) |
| J7     | CPDLC FANS 1/A SATCOM (Iridium)                                                                                                |
| K      | MLS |
| L      | ILS |
| M1     | ATC RTF SATCOM (INMARSAT) |
| M2     | ATC RTF (MTSAT) |
| M3     | ATC RTF (Iridium) |
| O      | VOR |
| P1-P9  | (Reservado para RCP [a ser desarrollado])                                                                                      |
| R      | Aprobación PBN (véase Nota 4)                                                                                                  |
| T      | TACAN |
| U      | UHF RTF |
| V      | VHF RTF |
| W      | Aprobación RVSM (véase Nota 5)                                                                                                 |
| X      | Aprobación MNPS (véase Nota 6)                                                                                                 |
| Y      | VHF con capacidad de espaciado entre canales de 8.33 kHz (véase Nota 8)                                                        |
| Z      | Demás equipo instalado a bordo u otras capacidades (véase nota 7)                                                              |

Nota 1.- Si se usa la letra S, los equipos VHF RTF, VOR e ILS se consideran normalizados, salvo que el proveedor designado para la prestación del servicio de tránsito aéreo prescriba alguna otra combinación.
Nota 2.- Si se usa la letra G, los tipos de aumentación GNSS externa, cualesquiera que sean, se especifican en la casilla 18 a continuación del indicador NAV/ y separados por un espacio.
Nota 3.- Véase el documento sobre Requisitos de Interoperabilidad Estándar para ATN Baseline 1 RTCA/EUROCAE (ATN B1 INTEROP Standard – DO-280B/ED-110B) para servicios de enlace de datos/autorizaciones e información de control de tránsito aéreo/gestión de las comunicaciones de control de tránsito aéreo/verificación de micrófono de control de tránsito aéreo.
Nota 4.- Si se utiliza la letra R, los niveles de navegación basada en la performance que pueden alcanzarse se especificarán en la casilla 18 después del indicador PBN/. El Manual de Navegación Basada en la Performance (PBN), Doc. 9613 de la OACI, contiene material de orientación (guía) con respecto a la aplicación de la navegación basada en la performance a tramos de ruta, rutas o áreas específicos.
Nota 5.- La inclusión de la letra W indica que la aeronave
dispone de aprobación para el vuelo en espacio aéreo RVSM. En la casilla 18 deberá incluirse la matrícula de la aeronave precedida de REG/.
Los explotadores de vuelos en formación de aeronaves de
Estado no insertarán la letra W en la casilla 10 del formulario del plan de vuelo OACI, sea cual fuere la situación de aprobación RVSM de las aeronaves en cuestión. Cuando tengan la intención de efectuar operaciones dentro del espacio aéreo RVSM como tránsito aéreo general (GAT), insertarán STS/NONRVSM en la casilla 18 del mencionado formulario.
Nota 6.- La inclusión de la letra X indica que la aeronave dispone de aprobación para el vuelo en espacio aéreo MNPS. En la casilla 18 deberá incluirse la matrícula de la aeronave precedida de REG/.
Nota 7.- Si se usa la letra Z, especifíquese en la casilla 18 cualquier otro tipo de equipo o capacidades instalados a bordo,
precedido por COM/, NAV/ y/o DAT/, según corresponda.
Los explotadores de aeronaves con aprobación P-RNAV, que únicamente usen el VOR/DME para determinación de posición, insertarán la letra Z en la casilla 10 del plan de vuelo y el descriptor EURPRNAV en la casilla 18 del plan de vuelo, precedido del indicador NAV/.

#### Casilla 10b: Equipo y capacidades de vigilancia
| Código | Significado                                                                       |
| ------ | --------------------------------------------------------------------------------- |
| N      | Sin equipo de vigilancia para la ruta que debe volarse o dicho equipo no funciona |

SSR en Modos A y C
| Código | Significado                           |
| ------ | ------------------------------------- |
| A      | Transpondedor - Modo A (4096 códigos) |
| C      | Transpondedor - Modo A y modo C       |

SSR en Modo S
| Código | Significado |
| ------ | --- |
| E      | Transpondedor - Modo S, incluyendo identificación de aeronave, altitud de presión y capacidad de señales espontáneas (squitter) ampliadas (ADS-B)                         |
| H      | Transpondedor - Modo S, incluyendo identificación de aeronave, altitud de presión y capacidad de vigilancia mejorada                                                      |
| I      | Transpondedor - Modo S, incluyendo identificación de aeronave, pero no capacidad de altitud de presión                                                                    |
| L      | Transpondedor - Modo S, incluyendo identificación de aeronave, altitud de presión, capacidad de señales espontáneas (squitter) empleadas (ADS-B) y de vigilancia mejorada |
| P      | Transpondedor - Modo S, incluyendo altitud de presión pero no capacidad de identificación de aeronave                                                                     |
| S      | Transpondedor - Modo S, incluyendo tanto la capacidad de identificación de aeronave como altitud de presión                                                               |
| X      | Transpondedor - Modo S, sin capacidad de identificación de aeronave ni de altitud de presión                                                                              |

Nota.- La capacidad de vigilancia aumentada es la capacidad de la aeronave para transmitir datos en enlace descendente extraídos de la aeronave a través del transpondedor Modo S.

ADS-B
| Código | Significado                                                            |
| ------ | ---------------------------------------------------------------------- |
| B1     | ADS-B con capacidad de transmisión 1090 MHz ADS-B dedicada             |
| B2     | ADS-B con capacidad de transmisión y recepción 1090 MHz ADS-B dedicada |
| U1     | ADS-B con capacidad de transmisión usando UAT                          |
| U2     | ADS-B con capacidad de transmisión y recepción usando UAT              |
| V1     | ADS-B con capacidad de transmisión usando VDL Modo 4                   |
| V2     | ADS-B con capacidad de transmisión y recepción VDL Modo 4              |

ADS-C
| Código | Significado                    |
| ------ | ------------------------------ |
| D1     | ADS-C con capacidades FANS 1/A |
| G1     | ADS-C con capacidades ATN      |

Nota.- Las aplicaciones de vigilancia adicionales deberían indicarse en la Casilla 18 a continuación del indicador SUR/.

## Lista de Referencias
1. ↑  A Dictionary of Aviation, David W. Wragg. ISBN 10: 0850451639 / ISBN 13: 9780850451634, 1st Edition Published by Osprey, 1973 / Published by Frederick Fell, Inc., NY, 1974 (1st American Edition.), Page 133.
2. ↑  Anexo 2 al Convenio sobre Aviación Civil Internacional, Capítulo 1
3. ↑  Anexo 2 al Convenio sobre Aviación Civil Internacional, Capítulo 3, apartado 3.3, subapartado 3.3.1
4. ↑  Anexo 2 al Convenio sobre Aviación Civil Internacional, Capítulo 3, Apartado 3.3, subapartado 3.3.2
5. ↑  AIP España (ENR 1.10 - Plan de Vuelo), Instrucciones para cumplimentar el formulario de plan de vuelo; Casilla 8: Reglas de vuelo y tipo de vuelo (1 o 2 caracteres). Página ENR 1.10-8
6. ↑  AIP España (ENR 1.10 - Plan de Vuelo), Instrucciones para cumplimentar el formulario de plan de vuelo; Casilla 9: Número y tipo de aeronaves y categoría de estela turbulenta. Páginas ENR 1.10-8 a ENR 1.10-9
7. ↑  AIP España (ENR 1.10 - Plan de Vuelo), Instrucciones para cumplimentar el formulario de plan de vuelo; Casilla 10: Equipos y capacidades. Páginas ENR 1.10-9 a ENR 1.10-11